# Nati nel 1968/Senza giorno specificato
| Questa pagina contiene informazioni ricavate automaticamente dalle voci biografiche con l'ausilio del template Bio e di un bot. L'aggiornamento è periodico e automatico e ricostruisce completamente la pagina. Se manca una persona in questa lista, sei pregato di non aggiungerla, ma accertati piuttosto che la sua voce biografica contenga il template Bio e che i dati anagrafici siano correttamente compilati. Se il template Bio manca, inseriscilo tu stesso o, in alternativa, metti l'avviso {{tmp\|Bio}} che ne segnala la mancanza. Se i dati riportati sono sbagliati, correggi direttamente la voce biografica; le modifiche saranno visibili in questa lista entro pochi giorni. Per chiarimenti vedi il progetto biografie. La lista contiene solo le 228 persone che sono citate nell'enciclopedia e per le quali è stato implementato correttamente il template Bio. Pagina aggiornata al 18 ago 2025. |

- Suheir Abu Oksa Daoud, scrittrice e giornalista palestinese
- Marco Agostini, ex mezzofondista e fondista di corsa in montagna italiano
- Obaidullah Akhund, politico e guerrigliero afghano († 2010)
- Darren Allison, produttore discografico e musicista britannico
- Kevin Ashton, ingegnere inglese
- Rakie Ayola, attrice britannica
- Najiba Ayubi, giornalista e attivista afghana
- Khalid bin Khalifa bin Abdul Aziz Al Thani, politico qatariota
- Paolo Bacci, poliziotto italiano
- Zsuzsa Bálint, pianista tedesca
- Abdul Ghani Baradar, politico afghano
- Norbert-Bertrand Barbe, semiologo e storico dell'arte francese
- M. J. Bassett, regista e sceneggiatrice britannica
- David Bergeaud, compositore francese
- Claire Berlinski, saggista, giornalista e storica statunitense
- Stacey Blades, chitarrista canadese
- Mona Bollerud, ex biatleta norvegese
- Alessandra Buonanno, fisica italiana
- Gregory Burke, drammaturgo e sceneggiatore scozzese
- Camilla Burks, ex sciatrice alpina canadese
- Matthias Busch, astronomo tedesco
- Einar Bøhmer, ex sciatore alpino norvegese
- Cristina Caboni, scrittrice italiana
- Gianni Caravaggio, artista e docente italiano
- Manolo Casalino, coreografo e ballerino italiano
- Luca Cedrola, scrittore italiano
- Stéphane Chaudesaigues, artista francese
- Chen Si, mercante cinese
- Sergio Chiarandini, ex nuotatore italiano
- Lorenzo Chiavini, fumettista italiano
- Stefano Chiccarelli, informatico italiano
- Tom Chilton, autore di videogiochi statunitense
- Steve Conrad, sceneggiatore e regista statunitense
- Manuel Coppola, ex sciatore alpino italiano
- Andrea Cortellessa, critico letterario e storico della letteratura italiano
- M. W. Craven, scrittore britannico
- Martin Crewes, attore australiano
- Nello Cristianini, informatico e scrittore italiano
- Phyllida Crowley Smith, ballerina, attrice e cantante inglese
- Laurence Cummings, clavicembalista, organista e direttore d'orchestra inglese
- Philippe Cuénoud, entomologo e botanico svizzero
- David D'Ingeo, attore francese
- Enkhjargal Dandarvaanchig, musicista e cantante mongolo
- Andrew R. T. Davies, politico gallese
- Dadon, cantante e attrice tibetana
- Dario De Luca, attore, regista teatrale e drammaturgo italiano
- Benoît Debie, direttore della fotografia belga
- Daniela Di Giusto, doppiatrice italiana
- Etiyé Dimma Poulsen, artista etiope
- Fatou Diome, scrittrice senegalese
- Aleksandar Džombić, politico bosniaco
- David Eick, produttore televisivo e sceneggiatore statunitense
- Susan Elderkin, scrittrice britannica
- Karianne Borge Eriksen, ex sciatrice alpina norvegese
- Rufus Ewing, politico britannico
- Zeng Fanyi, biologa e genetista cinese
- Shuan Fatah, ex giocatore di football americano e allenatore di football americano tedesco
- Neil Ferguson, medico e epidemiologo britannico
- Rod Fergusson, programmatore e autore di videogiochi canadese
- Jérôme Ferrari, scrittore e traduttore francese
- Martin Finnin, artista e pittore irlandese
- Chris Flippin, chitarrista statunitense
- Luca Formentini, musicista italiano
- Kelley Fox, ex sciatrice alpina statunitense
- Michelangelo Frammartino, regista e sceneggiatore italiano
- Dave Fridmann, produttore discografico e musicista statunitense
- Javier Fuentes-León, regista peruviano
- Luz Gabás, scrittrice e politica spagnola
- Fred Gallagher, fumettista statunitense
- Ignacio García-Valiño, scrittore spagnolo († 2014)
- Mario Gelardi, drammaturgo, regista teatrale e scrittore italiano
- Andrea Giacobbe, fotografo, regista e pittore italiano
- Luca Giammarco, skater e arrampicatore italiano
- Marcos Giralt Torrente, scrittore spagnolo
- Pablo González Cuesta, scrittore e sceneggiatore spagnolo
- Clio Gould, violinista, direttrice artistica e docente inglese
- Theresia Gouw, ingegnere e imprenditrice statunitense
- Giuseppe Granieri, saggista e blogger italiano († 2024)
- Luca Granzotto, autore di fantascienza italiano
- Peter Gric, pittore ceco
- Kavon Hakimzadeh, militare statunitense
- Tim Hanson, ex sciatore alpino statunitense
- Thomas Harding, scrittore e giornalista britannico
- Miguel Harth-Bedoya, direttore d'orchestra peruviano
- Jafar Hassan, politico giordano
- Tania Hermida, regista e politica ecuadoriana
- Tom Hodgkinson, scrittore britannico
- Heidi Hollinger, fotografa canadese
- Rob Hopkins, attivista e scrittore inglese
- Hisao Hori, astronomo giapponese
- Ying Huang, soprano cinese
- Alexander Hödlmoser, allenatore di sci alpino e ex sciatore alpino austriaco
- Hauwa Ibrahim, avvocata nigeriana
- Antti Ikonen, tastierista finlandese
- Davide Iodice, regista, drammaturgo e direttore artistico italiano
- Jane Green, scrittrice e giornalista inglese
- Jin Zhangwei, astronomo cinese
- Babsi Jones, scrittrice e giornalista italiana
- Anja Kampe, soprano tedesco
- Eric Keck, sciatore alpino statunitense († 2020)
- Claire Keegan, scrittrice irlandese
- The King, cantante britannico
- Maria Kristoffersson, ex sciatrice alpina svedese
- Titi Kwan, stilista e designer cinese
- Faouzi Laatiris, artista marocchino
- Sofie Laguna, scrittrice australiana
- Laila Lalami, scrittrice marocchina
- Tiziano Lamberti, musicista, compositore e attore italiano
- Asgeir Linberg, ex sciatore alpino norvegese
- Sam Lipsyte, scrittore statunitense
- Gaja Lombardi Cenciarelli, scrittrice e traduttrice italiana
- Andrew Lowe, produttore cinematografico irlandese
- Anders Lundqvist, ex sciatore alpino svedese
- Taddeo Ma Daqin, vescovo cattolico cinese
- Shona MacLean, scrittrice scozzese
- Ahmed Maher, regista egiziano
- Marion Mahlknecht, ex sciatrice alpina italiana
- Claudio Malaponti, regista italiano
- Ara Malikian, violinista libanese
- Aase Kristine Malm, ex sciatrice alpina norvegese
- Jeremiah Manele, politico salomonese
- Irshad Manji, giornalista e scrittrice canadese
- Annie E. Manshaus, ex sciatrice alpina norvegese
- Angela Marsons, scrittrice britannica
- Axel Martin, astronomo tedesco
- Philippe Martinez, regista e produttore cinematografico francese
- Fabio Mattei, magistrato, giurista e funzionario italiano
- Nergis Mavalvala, astrofisica statunitense
- Patrick McGuinness, poeta e critico letterario gallese
- Adrian McKinty, scrittore britannico
- Jeffrey S. Medkeff, astronomo statunitense († 2008)
- Randy Meinhard, chitarrista tedesco
- Claudia Melisch, archeologa tedesca
- Alejandro Mesonero-Romanos, designer spagnolo
- Stefan Meyer-Kahlen, programmatore tedesco
- Ernestino Michelazzo, fumettista italiano
- Andrea Montanino, economista e dirigente d'azienda italiano
- Zdeněk Moravec, astronomo ceco
- Philip Moriarty, fisico britannico
- Jacob Mulee, allenatore di calcio keniota
- Sabina Murray, scrittrice e sceneggiatrice statunitense
- Wilfried N'Sondé, scrittore e musicista francese
- Viviana Natale, attrice italiana
- Paolo Nelli, scrittore italiano
- Filipp Nikandrov, architetto russo
- Marco Nizzoli, fumettista e illustratore italiano
- Iván Noel, regista, sceneggiatore e produttore cinematografico francese († 2021)
- Ove Nygren, sciatore alpino norvegese († 2020)
- Andrew O'Hagan, scrittore scozzese
- Tim Orr, direttore della fotografia statunitense
- Antonio Pagliaro, scrittore italiano
- Mary Parent, produttrice cinematografica statunitense
- Robert Parkeharrison, fotografo statunitense
- Francesco Passalacqua, serial killer italiano
- Alexandra Patsavas, musicista statunitense
- Marjan Pejoski, stilista macedone
- Edgar Pieterse, sociologo e politologo sudafricano
- Matthieu Pigasse, imprenditore e politico francese
- Matthew Polenzani, tenore statunitense
- Stéphane Pompougnac, disc jockey francese
- Béatrice Poulot, cantante francese
- Priyadarshini Pradhan, modella e attrice indiana
- Natal'ja Prikazčikova, ex biatleta sovietica
- Amin Hossein Rahimi, politico iraniano
- Maria Daniela Raineri, scrittrice e sceneggiatrice italiana
- Roy Z, musicista, produttore discografico e compositore statunitense
- Alois Reiter, ex biatleta tedesco occidentale
- Andreas Rickenbach, ex sciatore alpino e allenatore di sci alpino statunitense
- Wolfgang Ries, astronomo austriaco
- Collette Roberts, cantante neozelandese
- Barbara E. Robertson, attrice statunitense
- Katie Roiphe, saggista statunitense
- David S. Rosenthal, sceneggiatore e produttore televisivo statunitense
- Alex Ross, critico musicale statunitense
- Paola Rota, conduttrice televisiva e attrice italiana
- Daniel Ryan, attore e scrittore britannico
- Jim Ryan, dirigente d'azienda britannico
- Thanapat Saisaymar, attore thailandese
- Tiphaine Samoyault, scrittrice francese
- Josh Sanfelici, bassista e produttore discografico italiano
- Alessandra Sanguinetti, fotografa statunitense
- Carl Sargeant, politico gallese († 2017)
- Uwe Schmidt, compositore e musicista tedesco
- Katy Secombe, attrice britannica
- Inma Serrano, cantante spagnola
- Desmond Shum, scrittore cinese
- Roman Siess, ex sciatore alpino austriaco
- Ballaké Sissoko, musicista e cantante maliano
- Olav Skjøtskift, dirigente sportivo e ex sciatore alpino norvegese
- David P. Smith, animatore, sceneggiatore e character designer statunitense
- Jack Smith, imprenditore statunitense
- Corinne Spahr, ex sciatrice alpina svizzera
- Martin Ssempa, pastore protestante ugandese
- Peter Straughan, sceneggiatore e drammaturgo britannico
- Rüdiger Suchsland, giornalista tedesco
- Ian Svenonius, cantante statunitense
- Gard Telje, ex sciatore alpino norvegese
- Katia Terlizzi, attrice teatrale e attrice televisiva italiana
- Terre Thaemlitz, musicista e attivista statunitense
- Manjushree Thapa, scrittrice nepalese
- Sipho Agmatir Thwala, assassino seriale sudafricano
- Dylan Tichenor, montatore statunitense
- Eamonn Toal, cantante irlandese
- Vicente Ehate Tomi, politico equatoguineano
- Piero Tonin, fumettista italiano
- Javier Torres Maldonado, compositore messicano
- Mariano Tufano, costumista italiano
- Ludovic Tézier, baritono francese
- Emeka Udemba, artista nigeriano
- Piotr Uklański, artista polacco
- Gabriele Valle, filosofo e linguista peruviano
- Sven Valsecchi, attore italiano
- Rardi Van Heest, ex sciatrice alpina canadese
- Francesco Venerucci, pianista e compositore italiano
- Mar Vidal, attrice spagnola
- Ché Walker, attore, drammaturgo e regista teatrale britannico
- Jian Wang, violoncellista cinese
- Ben Weasel, cantante, chitarrista e produttore discografico statunitense
- Peter Webber, regista britannico
- Norihiro Yagi, fumettista giapponese
- Yang Jun, artista marziale cinese
- Yuba, poeta e cantante berbero
- Jasna Žalica, attrice bosniaca
- Darrin Zammit Lupi, fotografo e giornalista maltese
- Abu Ayyub al-Masri, terrorista egiziano († 2010)
- Sultan bin Turki II Al Sa'ud, principe saudita
- Àngel Òdena, baritono spagnolo
- Özhan Öztürk, scrittore turco